# Bomarea brachysepala
Bomarea brachysepala es una especie de planta fanerógama perteneciente a la familia de las Alstroemeriáceas.  Es originaria de Ecuador.

## Descripción
Es una hierba terrestre endémica de Ecuador. Descubierta por Karl Theodor Hartweg en la primera mitad del siglo XIX en Condorurcu, cerca de Loja, y distribuido actualmente de Carchi, en el norte de Zamora-Chinchipe en el sur. No sabe que se produzcan dentro de la red de áreas protegidas de Ecuador, pero puede encontrarse dentro del Parque nacional Podocarpus y otras áreas protegidas andinas superiores. Las principales amenazas son la deforestación, los incendios forestales y la minería. La destrucción del hábitat es la única conocida amenaza para la especie.

## Taxonomía
Bomarea brachysepala fue descrita por George Bentham, y publicado en Plantas Hartwegianas imprimis Mexicanas 157. 1846.
Etimología
Bomarea: nombre genérico que está dedicado al farmacéutico francés Jacques-Christophe Valmont de Bomare (1731-1807), que visitó diversos países de Europa y es autor de “Dictionnaire raisonné universel d’histoire naturelle” en 12 volúmenes (desde 1768).
brachysepala: epíteto latíno que significa "con sépalos cortos".
Sinonimia
- Bomarea podopetala Baker	[5][6]